# Titusville (Pennsylvania)
Titusville ist eine City am Oil Creek im Crawford County im nordwestlichen Pennsylvania, USA. Das U.S. Census Bureau hat bei der Volkszählung 2020 eine Einwohnerzahl von 5.262 ermittelt. Titusville wurde 1796 gegründet.   
Am 27. August 1859 wurde in Titusville, das zunächst nur ein Umschlagplatz für die Holzindustrie war, durch Edwin L. Drake eine frühe kommerzielle Erdölbohrung der Bergbaugeschichte, nach noch früheren Bohraktivitäten in Baku am Kaspischen Meer sowie in der Karpatenregion Galiziens, niedergebracht. Drake begründete damit den Ruf der Stadt als „Geburtsort des Erdölzeitalters“.
Das Drake Well Museum in einer Flussaue am Rande der Stadt dokumentiert eine der ersten erfolgreichen Bohrungen nach Erdöl durch Colonel Edwin Drake. Es besteht aus einem kleinen Touristenzentrum, einem Museum mit historischen Gegenständen und Fotografien, einer Schmiede und der eigentlichen Ölquelle. Es werden regelmäßig Vorführungen angeboten. Einige wenige Barrel Öl werden pro Jahr noch aus der Quelle gefördert und, in Fläschchen abgepackt, hauptsächlich an Touristen verkauft. Das über der Quelle errichtete hölzerne Pumpenhaus ist ein Nachbau von 1945; das Original fiel schon wenige Monate nach Inbetriebnahme den Flammen zum Opfer.
Die Oil Creek and Titusville Railroad verbindet als Touristenattraktion Titusville mit Oil City. Ein Campus der University of Pittsburgh befindet sich in Titusville.

## Söhne und Töchter der Stadt
- Michael C. Kerr (1827–1876), Politiker (Demokratische Partei)
- William A. Greenlund (1873–1935), Politiker (Demokratische Partei)
- William D. Harkins (1873–1951), Chemiker
- Paul S. L. Johnson (1873–1950), Prediger, Gründer der Laien-Heim-Missionsbewegung
- Julien Bryan (1899–1974), Dokumentarfilmer
- Francis Thompson (1908–2003), Filmregisseur, Filmproduzent und Drehbuchautor
- John E. Peterson (* 1938), Politiker (Republikanische Partei)
- Jeannie Seely (1940–2025), Country-Sängerin und -Songschreiberin